# Visable
Visable (anciennement Eurédit puis Europages en France et wlw-Wer Liefert Was en Allemagne) est une entreprise allemande domiciliée à Hambourg et spécialisée dans la mise en relation business to business en ligne. Son site Internet recense plus de 3 millions d’entreprises européennes. Cette base de données peut être consultée directement depuis le site, par l’intermédiaire de son moteur de recherche.
Fondée en 1982 après une coentreprise entre plusieurs annuaires européens, la société Eurédit imprime des annuaires et des CD-ROM, répertoriant des PME européennes. En 2000, elle passe sous le contrôle de la Seat, l’éditeur des pages jaunes italiennes, et change de nom en 2006 pour devenir Europages SA. En 2007, Europages achève sa transition vers un modèle exclusivement en ligne. En 2016 Europages est rachetée par Paragon Partners, un fonds d'investissement allemand.
Son capital est détenu par Europages Int. (84 %) et des investisseurs privés (16 %). En 2017, Paragon Partners cède Wer Liefert Was et Europages à CAPVIS, fonds d'investissement basé en Suisse.
Fin 2023, Alibaba.com, une plateforme de premier plan pour le commerce électronique mondial interentreprises (B2B) et faisant partie d'Alibaba International Digital Commerce Group, investit dans Visable.

## Historique
- 1932 : Foire de Leipzig : première édition imprimée de wlw, le guide de référence indépendant et intersectoriel, paru chaque année jusqu'en 2000

- 1982 : création de la société Eurédit, éditrice de l’annuaire imprimé Europages.

- 1993 : des supports CD-ROM sont distribués avec les annuaires Europages.

- 1995 : l’annuaire Europages est accessible sur Internet.

- 2000 : la société italienne Seat Pagine Gialle devient l’actionnaire majoritaire d’Eurédit[3],[4].

- 2003 : l’annuaire est distribué à 580 000 personnes dans 36 pays. Le site Internet est accessible en 25 langues.

- 2004 : europages.com est disponible en 26 langues.

- 2006 : Eurédit SA change de raison sociale pour s’appeler Europages SA.

- 2007 : dernière parution de l’annuaire imprimé. Europages devient une entreprise 100 % Web.

- 2012 : Europages revendique 2 millions d’entreprises répertoriées[5] et 4 millions de visites mensuelles.

- 2013 : Relance de wlw avec un aperçu optimisé et une recherche simplifiée

- 2015 : wlw s'impose comme le marché B2B dans la région DACH avec une offre complète d'informations et d'illustrations sur les produits

- 2016 : Rachat par le fonds d'investissement allemand Paragon Partners.

- 2017 : Rachat par CAPVIS, fonds d'investissement basé en suisse de Wer Liefer Was et Europages détenu par Paragon Partners[6].

- 2018 : wlw devient la première maretplace B2B avec environ 9 millions de produits sur le site.

- 2019 : Le 4 mai 2019 la société prend le nom de Visable[7],[8].

- 2020 : « Wer liefert was » devient wlw.

- 2021 : Ouverture du point de vente à Münster.

- 2022 : Rebranding Europages - lancement du nouveau logo.

- 2023 : Alibaba.com investit dans Visable.

## Activité et services
Europages propose un service à deux facettes. D'une part, elle est un outil de sourcing. Elle offre aux internautes la possibilité de chercher des professionnels (prestataires, fournisseurs, fabricants, etc.), de consulter leur annonce, de visiter leur site et de les contacter gratuitement.
D'autre part, elle propose aux entreprises de souscrire à une inscription gratuite ou payante. Les inscriptions payantes permettent de renseigner davantage d’informations sur son entreprise et d’apparaître en priorité dans les résultats du moteur de recherche d'Europages. Elles sont également traduites jusque dans 15 langues.
En 2012, son site internet est accessible en 26 langues, et reçoit plus de 2,6 millions de visites mensuelles.

## Chiffres d'affaires, résultat et effectifs
|                             | 2014    | 2015    | 2016    | 2017    | 2018    | 2019  | 2020  |
| --------------------------- | ------- | ------- | ------- | ------- | ------- | ----- | ----- |
| Chiffre d'affaires en k€    | 7 747   | 6 661   | 6 4121  | 6 576   | 6 486   | 8 179 | 9 407 |
| Résultat net en k€ (pertes) | - 2 806 | - 2 212 | - 2 008 | - 1 820 | - 1 363 | 908   | 1 052 |
| Effectif moyen annuel       | 60      | 62      | 52      | 52      | 47      | 45    | 45    |